# Arizona (ort i Honduras)
Arizona är en ort i Honduras.   Den ligger i kommunen med samma namn i departementet Atlántida, i den nordvästra delen av landet, 170 km norr om huvudstaden Tegucigalpa. Arizona ligger 72 meter över havet och antalet invånare är 4 444.